# Кокс, Джеффри Л.
Джеффри "Джефф" Л. Кокс (англ. Jeffrey "Jeff" L. (Lee) Cox; 14 октября 1947, Солт-Лейк-Сити — 9 февраля 2020, Айова-Сити, Айова) — американский историк, британовед, которого также занимали вопросы социальной истории религии. Доктор философии (1978), профессор Айовского университета, завкафедрой истории (1993-96). Самая известная книга — Imperial Fault Lines: Christianity and Colonial Power in India, 1818—1940.
Его отец был доктором; имел двух братьев. Вскорости после рождения Джеффри семья перебралась в Teague, Texas, где в 1966 году он окончил школу как Valedictorian. Окончил с отличием Университет Райса (бакалавр истории Magna Cum Laude, 1970); член Phi Beta Kappa; на своем выпускном он выступил с речью против войны во Вьетнаме.
Степень доктора философии по британской истории получил в Гарварде. Во время работы над диссертацией провел два года вместе с супругой в Лондоне, где стал поклонником театра. С 1977 года и до конца жизни работал в Айовском университете. Являлся активным членом American Association of University Professors. Он также был активистом Демократической партии; называл себя демократическим социалистом.
Автор множества статей и четырех книг, в частности The English Churches in a Secular Society: Lambeth, 1870—1930 (New York: Oxford University Press, 1982) и The British Missionary Enterprise since 1700 (New York: Routledge, 2008) {Рец. Geordan Hammond}.
Остались супруга (они познакомились в 1969 году, а поженились в 1971 году) и двое детей (дочь 1984 г. р.).